# Кораблі милосердя
«Кораблі милосердя» (англ. Mercy Ships, MS) — унікальна медична благодійна організація, яка надає медичні послуги населенню країн що розвиваються, за допомогою спеціалізованих громадянських шпитальних суден.

## Історія створення
1964р. — 19-річний Дональд Стівенс в складі молодіжної групи відвідав Багамські острови. У той період по всьому регіону почав бушувати тропічний ураган Клео — найсильніший ураган за останні 100 років. Молодіжна група Дона сховалася в ангарі, але не всі змогли знайти притулок від стихійного лиха. Шторм зруйнував сотні будинків місцевих жителів, було багато постраждалих, які потребували медичної допомоги і ліків. Ставши свідком цих подій Дон Стівенс замислюється про створення шпитального судна, яке б надавало допомогу найбільш вразливим групам населення.
1978р. — Дональдом і Діоною Стівенс заснована благодійна організація «Кораблі милосердя» (Mercy Ships). Дональд і його колеги фандрайзери придбали за $ 1 млн. Італійський круїзний лайнер Victoria, побудований у 1953 р. Цього ж року розпочата робота з переобладнання лайнера у перший корабель милосердя цієї організації.
Для Дональда робота організації «Mercy Ships» стала рушійною силою протягом всього життя. Він є діючим Президентом Організації, а його дружина Діона — дипломована медсестра, є директором з навчання і контролює програму Ships Watchmen.

## Діяльність

### ФлотMercy Ships

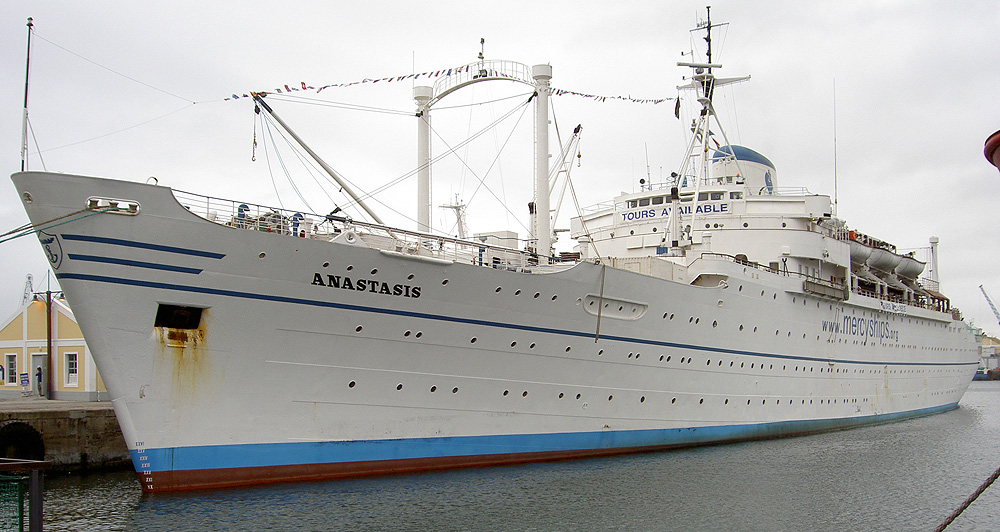
Mercy Ships — Anastasis

#### Anastasis
Лайнер Victoria після переобладнання мав три операційних зали; лікарняну палату, розраховану на 40 пацієнтів; стоматологічну клініку; лабораторію; рентгенвідділення і отримав нове ім'я Anastasis. У середньому 350 членів екіпажу з 30 країн жили і працювали на борту. За весь період роботи корабля милосердя у відкритому морі, на борту працювало 25 000 добровольців і членів екіпажу. Anastasis був флагманом флоту кораблів милосердя, перебуваючи в експлуатації з 1978 р. до 2007 р.

#### Good Samaritan
Корабель милосердя Good Samaritan з 1983 р. обслуговував Карибський басейн, Центральну Америку, Південну Америку. З 1994 р. судно пройшло капітальний ремонт, отримало нове ім'я Island Mercy та обслуговувало південну частину Тихого океану, зосередивши свою медичну діяльність на наданні офтальмологічних та стоматологічних послуг, а також доставку вантажів. Постійний екіпаж складався з 60 осіб. Island Mercy працювало в цьому регіоні до 2001 р.

#### Caribbean Mercy
Caribbean Mercy працював з1994 р. до 2006 р.у Центральній Америці і Карибському басейні. Судно, крім лікарняної палати, мало відділення хірургії ока, зали для проведення навчальних програм, конференцій, семінарів.

#### Africa Mercy
Africa Mercy — на теперішній час є найбільшим цивільним госпітальним судном у світі, має п'ять операційних залів і шпитальну палату, розраховану на 82 ліжок, можливість розміщення різних транспортних засобів, що забезпечують доставку медичної допомоги на березі. На борту корабля працює 450 волонтерів і членів екіпажу з 72 країн. 

### Функції Mercy Ships
- кораблі милосердя відвідують найбідніші країни світу (в основному, це країни Африканського континенту) та надають безкоштовну медичну допомогу, включно з проведенням складних хірургічних операцій для місцевого населення, яке не має доступу до базового медичного обслуговування;
- розвиває і підтримує партнерські відносини з місцевими органами влади для поліпшення інфраструктури охорони здоров'я;
- надає широкий спектр медичних послуг на березі для поліпшення здоров'я і добробуту місцевого населення, у тому числі стоматологічні клініки, медико-санітарна освіта громад щодо профілактики захворювань та методів ведення сільського господарства;
- розробляє програми і проводить тренінги, спрямовані на підвищення кваліфікація медичного персоналу, що працює з обмеженими ресурсами.

### Поточна діяльність Mercy Ships
У серпні 2016 р. госпітальне судно Africa Mercy розгорнуло свою діяльність у місті Котону, Бенін, де протягом 10 місяців до червня 2017 р. буде надавати населенню західноафриканської країни безоплатну спеціалізовану медичну допомогу, включно з проведенням хірургічних операцій. До цього часу, протягом двох років, корабель милосердя здійснював медичне обслуговування населення острівної держави Мадагаскар.
Одним із спонсорів благодійної організації «Кораблі милосердя» є Міжнародна асоціація круїзних ліній (CLIA).

## ПредставництваMercy Ships
Благодійної організації «Кораблі милосердя» має 16 національних представництв, розташованих у 4 регіонах:
- Азія / Тихий океан (Австралія, Нова Зеландія, Південна Корея);
- Північна і Південна Америка (США, Канада);
- Європа (Бельгія, Данія, Франція, Німеччина, Нідерланди, Норвегія, Іспанія, Швеція, Швейцарія, Велика Британія);
- Африка (Південна Африка).

Національні представництва приймають пожертви і спонсорську допомогу, а також набирають волонтерів в багатонаціональний екіпаж кораблів милосердя.